# Kościół św. Mikołaja Biskupa w Dzierzbicach
Kościół świętego Mikołaja Biskupa w Dzierzbicach – rzymskokatolicki kościół parafialny należący do parafii pod tym samym wezwaniem (dekanat Krośniewice diecezji łowickiej.
Obecna świątynia, murowana, pokryta dachówką, wzniesiona została w 1798 roku i ufundowana przez miejscowego dziedzica księdza Pawła Jastrzębowskiego, kanclerza gnieźnieńskiego, oficjała i kanonika łowickiego. W XIX wieku została dwukrotnie odrestaurowana. W 1903 roku rozbudowana została o nowe prezbiterium z półkolistą absydą, wieżę w fasadzie i zakrystię od strony północnej oraz kaplicę Matki Bożej od strony południowej.
Kościół został wybudowany na planie prostokąta, zamkniętego od strony wschodniej wielobocznie. Prezbiterium jest prostokątne, po jego bokach umieszczone są dwie zakrystie. Nawa nakryta jest stropem, natomiast prezbiterium nakrywa sklepienie kolebkowe. Wystrój wnętrza reprezentuje styl klasycystyczny. W częściach nieprzebudowanych świątynia zachowała styl klasycystyczny. W retabulum ołtarza głównego jest umieszczona rzeźba Matki Bożej Królowej Świata wykonana w 1903 roku. W klasycystycznych ołtarzach bocznych powstałych pod koniec XVIII wieku są umieszczone obrazy Matki Bożej ze św. Stanisławem Kostką i św. Alojzym oraz św. Marcina z tego samego czasu. Z dawnego wyposażenia zachowała się klasycystyczna ambona z 1798 roku i tablica erekcyjna świątyni. W ołtarzu głównym znajduje się posąg Madonny z 1903 roku, dzieło znanego artysty P. Waszkowskiego. W 2003 roku zostały przeprowadzone prace konserwacyjne i remontowe kościoła.